# Pelargoderus waigeuensis
Pelargoderus waigeuensis är en skalbaggsart som beskrevs av Gilmour 1956. Pelargoderus waigeuensis ingår i släktet Pelargoderus och familjen långhorningar. Inga underarter finns listade i Catalogue of Life.